# Bernd Palenda

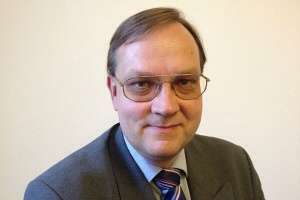
Bernd Palenda (2012)

Bernd Palenda (* 1960 in Berlin-Tempelhof) ist ein deutscher Verwaltungsjurist. Er war von 2013 bis 2018 Leiter des Verfassungsschutzes Berlin, Abteilung II der Senatsverwaltung für Inneres und Sport Berlin.

## Leben
Von 1980 bis 1985 studierte er Jura an der Freien Universität Berlin. Während seines Referendariates beim Kammergericht Berlin war er wissenschaftlicher Mitarbeiter am Lehrstuhl des Staats- und Verwaltungsrechtlers Christian Graf von Pestalozza.
Nach dem zweiten Staatsexamen wurde er 1988 Rechtsanwalt. Während seiner Tätigkeit als Anwalt bewarb er sich bei der Senatsverwaltung für Inneres. Im Mai 1990 trat er als Referent für Rechts- und Grundsatzangelegenheiten in die Verfassungsschutzabteilung des Senators für Inneres in Berlin ein. Dort absolvierte er einen längeren Lehrgang an der Schule für Verfassungsschutz (SfV). Palenda wechselte im Januar 1993 zum Ministerium des Innern des Landes Brandenburg. Er war persönlicher Referent des Innenministers und stellvertretenden Ministerpräsidenten Alwin Ziel.
Palenda war wesentlich an der Erarbeitung des Akteneinsichts- und Informationszugangsgesetzes des Landes Brandenburg beteiligt und schuf damit 1998 das erste solche Landesgesetz in Deutschland. Er war überdies an der Weiterentwicklung des Datenschutzgesetzes und der Überwachung des Datenschutzes in der privaten Wirtschaft beteiligt. Von April 2001 bis Dezember 2005 war er Leiter des Grundsatzreferates und von Juli 2004 bis 2005 stellvertretender Leiter der Verfassungsschutzabteilung des Ministeriums des Innern in Brandenburg.
Von Januar 2006 bis Februar 2011 leitete er das Grundsatzreferat in der Abteilung Verfassungsschutz der Senatsverwaltung für Inneres und Sport des Landes Berlin. Von März 2011 bis November 2012 wechselte er innerhalb der Senatsverwaltung als Leiter zum Referat Fachaufsicht und Recht der öffentlichen Sicherheit und Ordnung, das die Aufsicht über die 20.000 Berliner Polizisten hat.
Am 19. November 2012 übernahm Bernd Palenda kommissarisch die Leitung der Abteilung Verfassungsschutz der Senatsverwaltung für Inneres und Sport des Landes Berlin. Er löste die wegen der Aktenschredder-Affäre zurückgetretene langjährige Leiterin Claudia Schmid ab. Palenda beabsichtigte, mit dem Verfassungsschutz „mehr Transparenz zu wagen“. Die taz befand, dass mit ihm ein „Neuanfang mit zarten Korrekturen“ eingesetzt habe. Er hielt laut Angaben der taz mehr „parlamentarische Kontrolle“ seiner Behörde für „sinnvoll“. Des Weiteren strukturierte Palenda das Verfahren zur Aussonderung und Übergabe von Akten an das Landesarchiv neu. Auf Beschluss des Berliner Senats in seiner Sitzung vom 20. August 2013 war Palenda seit diesem Tag Leiter des  Berliner Verfassungsschutzes, der Abteilung II der Senatsverwaltung für Inneres und Sport.
Nach der Sitzung des Ausschusses für Verfassungsschutz im Berliner Abgeordnetenhaus am 20. Juni 2018, in der der Innenstaatssekretär Torsten Akmann eine umfängliche Fachaufsicht für den Verfassungsschutz ankündigte, bat Palenda um Versetzung. Er wurde im Amt eines Senatsdirigenten in die Senatskanzlei als Leiter der Abteilung ZS (Zentrale Steuerung) versetzt. Sein Nachfolger Michael Fischer übernahm im November 2018 die Leitung des Verfassungsschutzes Berlin.

## Veröffentlichungen
- Mit Rolf Breidenbach: Das Akteneinsichts- und Informationszugangsgesetz des Landes Brandenburg. Ein Vorbild für die Rechtsentwicklung in Deutschland? In: NJW 1999, S. 1307 ff.
- Mit Rolf Breidenbach: Das neue Akteneinsichts- und Informationszugangsgesetz des Landes Brandenburg. In: LKV 1998, S. 252–258.